# زهرالجنان (شبام)
'

تعديل مصدري - تعديل

زهرالجنان هي إحدى قرى عزلة شبام بمديرية شبام التابعة لمحافظة حضرموت، بلغ تعداد سكانها 35 نسمة حسب تعداد اليمن لعام 2004.